# Chiềng Cơi
Chiềng Cơi là phường trung tâm của tỉnh Sơn La, Việt Nam.
Phường Chiềng Cơi có diện tích 11,1 km², dân số năm 1999 là 3.869 người, mật độ dân số đạt 349 người/km².

## Lịch sử
Phường Chiềng Cơi được thành lập vào ngày 7 tháng 1 năm 2010 trên cơ sở toàn bộ diện tích tự nhiên và dân số của xã Chiềng Cơi.

## Hành chính
Gồm 3 tổ: Tổ 1, Tổ 2, Tổ 3 và năm bản: bản Chậu Cọ, bản Coóng Nọi, bản Mé Ban, bản Buổn, bản Bó Ẩn.
Trụ sở UBND phường đóng tại bản Mé Ban; cách trụ sở UBND thành phố 3 km.